# Hendrik Hermanus Hess

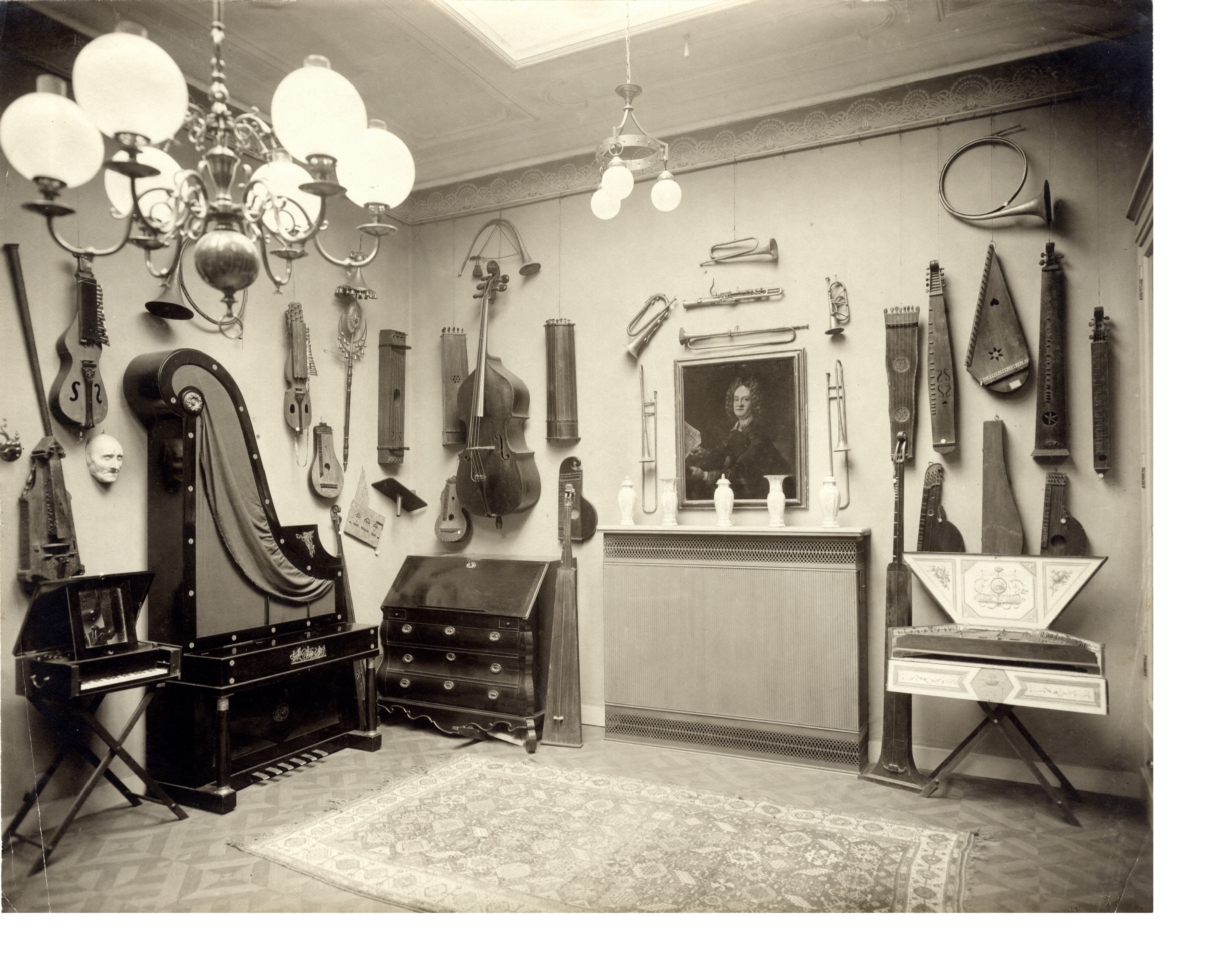
Links van de schouw een kabinetorgel van Hess in het Muziekhistorisch Museum Scheurleer, circa 1920

Hendrik Hermanus Hess (Leeuwarden, 13 oktober 1735 – Gouda, 29 juli 1794) was een Nederland orgelbouwer.

## Leven en werk
Hij werd op 11 december 1735 in de Evangelische Lutherse Gemeente gedoopt als Henderijk Harmann, zoon van Ludewig Hess en Ette Margaretha Hess-Schmidt.
Hij was in eerste instantie kleermaker, maar werd rond 1754 door zijn broer Joachim Hess, een organist en orgelbouwer, overgehaald het vak van orgelbouwer in Gouda te gaan uitoefenen. Hess legde op 17 januari 1755 in Gouda de poorterseed af. De jonge Hess leverde (voor zover bekend in de 18e eeuw) een twaalftal orgels, waaronder die van de Augustijnenkerk in Dordrecht, de Gasthuiskerk te Schiedam en de Oudshoornse kerk te Alphen aan den Rijn. Niet alle orgels van Hess zijn bewaard gebleven, Zo werd het orgel van de Dordtse Augustijnenkerk steeds weer afgebroken en opgebouwd in andere Nederlandse steden (Rotterdam, Putten en Muiden). Hij werkte ook mee aan het onderhoud aan andermans orgels, zoals dat in de Laurenskerk in Rotterdam.
Zijn bekendheid dankt Hess voornamelijk aan de vele huisorgels die hij ontwierp en maakte. Hij werkte de orgels weg in kabinetten en bureaus in Lodewijk XV-stijl en Lodewijk XVI-stijl. Hess maakte zich deze specialisatie eigen door het werk van zijn knechten te bestuderen, waaronder dat van de Oostenrijker J.J. Mitterreither. Er zat destijds een groot verschil tussen zijn orgels en de Amsterdamse huisorgels. De 'Goudse' orgels gebruikten in de windlade drukkracht in plaats van trekkracht. Dat principe zou later door andere orgelbouwers worden overgenomen. Na zijn dood zette de mede-eigenaar van zijn zaak het werk voort.
Hess was een vooraanstaande burger in Gouda. Van 1760 tot 1768 was hij getrouwd met Petronella van Hambergen, in daaropvolgende jaar trouwde hij met Neeltje van Oosterhout en in 1783 met Margaretha Fek. Hij vergaarde tijdens zijn leven, mede dankzij zijn huwelijken, een aardig vermogen en bezat onder andere panden aan de Hoogstraat, Kromme Gouwe en Turfmarkt in Gouda. Ook zijn broer Joachim, naast orgelbouwer ook publicist, hield hem hoog in aanzien. Hess was woonachtig in Leiden toen hij tijdens een verblijf in Gouda plotseling overleed. Hij werd op 31 juli 1794 begraven in de Sint-Janskerk in Gouda.
Adema · Gebroeders Van der Aa · Jacobus Armbrost · Bakker & Timmenga · Johann Bätz · Jonathan Bätz · Joseph Binvignat · Sander Booij · Martin Butter · Van Dam · Matthijs van Deventer · Geert Pieters Dik · Johannes Duyschot · Roelof Barentszn Duyschot · Bernhardt Edskes · Marten Eertman · Gerardus Elberink · Elbertse · Antoon van Elen · Flentrop · Dirk Flentrop · Heinrich Hermann Freytag · Rudolf Garrels · Justus Geerkens · Pieter Geerkens · Gradussen · Albertus van Gruisen · Willem van Gruisen · Nicolaas van Hagen · Willem Hardorff · Hendrik Hermanus Hess · Jan van den Heuvel · Jan Adolf Hillebrand · Albertus Antoni Hinsz · Bernard Petrus van Hirtum · Nicolaas van Hirtum · Cornelis Hoornbeek · Klop Orgels & Klavecimbels · Hermanus Knipscheer · Johan Frederik Kruse · Ernst Leeflang · Lohman · Jan van Loo · Michaël Maarschalkerweerd · Pieter Maarschalkerweerd · Abraham Meere · Roelf Meijer · Michaël Mercator · Carl Friedrich August Naber · Familie Niehoff · Cornelis van Oeckelen · Petrus van Oeckelen · Detlef Onderhorst · Pels & Van Leeuwen · Pereboom & Leijser · Elbert Pluer · Radersma · Joachim Reichner  · Reil · Cornelis Rogier · Mense Ruiter · Conradus Ruprecht II · Hans Wolff Schonat · Franciscus Cornelius Smits · Frans Casper Snitger · Johannes Stephanus Strümphler · Johannes Wilhelmus Timpe · Valckx & Van Kouteren · Kam & Van der Meulen · Henk Veeningen · Matthijs Verhofstadt · Vermeulen · Verschueren · Johannes Vollebregt · Jacobus Vollebregt · Van Vulpen · Christian Gottlieb Friedrich Witte · Johan Frederik Witte · Lodewijk Ypma · Jacobus Zeemans
Zuid-Nederlands orgelbouwer (voor 1830)